# Behelp
Behelp is een buurtschap  in de gemeente Asten in de Nederlandse provincie Noord-Brabant. Het ligt een kilometer ten zuidwesten van het dorp Heusden.
De buurtschap werd voor het eerst schriftelijk vermeld in 1435 en maakte gebruik van de beemden bij de Eeuwselse Loop.
Dorpen: Asten · Heusden · Ommel

Buurtschappen: Achterbosch · Achterste Diesdonk · Behelp · Bussel · De Beek · De Berken · Dijk · Laarbroek · Oostappen · Rinkveld · Stegen · Voordeldonk · Voorste Diesdonk · Voorste-Heusden · Vosselen

Noord-Brabant: Steden en dorpen      Nederland: Provincies · Gemeenten